# Antonio Diedo
Antonio Diedo (* 15. November 1772 in Venedig; † 1. Januar 1847 ebendort) war ein italienischer Architekt. Zu seinen Wirkungsstätten gehörten neben Venedig auch die größeren Städte des Festlands Venetiens.

## Leben
Geboren als Sohn von Girolamo Diedo und Alba Maria Priuli entstammte Antonio Diedo dem venezianischen Patriziergeschlecht Diedo und gehörte damit der örtlichen Aristokratie an. Seine Ausbildung erhielt er am Seminar in Padua und war dort unter anderem Schüler von Giacomo Albertolli.
Nach dem Abschluss seiner Studien kehrte er nach Venedig zurück und heiratete 1795 Lucrezia Nani. In der kommenden Zeit verlegte er sich hauptberuflich auf die Architektur und knüpfte Verbindungen zu bedeutenden Architekten wie Davide Rossi und, durch Vermittlung von Albertolli, auch zu Gian Antonio Selva, dessen Schüler und Freund er wurde. Mit ihm gemeinsam zeichnete er etwa für die Neugestaltung der Kathedrale von Cologna Veneta (1805) und den Wiederaufbau der venezianischen Kirche San Maurizio (1806) verantwortlich. Zur gleichen Zeit veröffentlichte er zudem einige theoretische Schriften, Casino Villereccio (1800) und Discorso sull’architettura (Diskurs über Architektur: erschienen 1805, aber bereits 1803 an der Accademia de’ Filareti referiert).
All diese Umstände begünstigten in der Folge einen Karrieresprung, der sich daraus ergab, dass Venedig 1805 Teil des napoleonischen Königreichs Italien geworden war.
1806 trat Diedo der Kommission bei, die von der neuen Regierung eingesetzt worden war, um die Stadtentwicklung Venedigs zu reformieren. Im Zuge der Erneuerung der Akademie der Schönen Künste wurde er nach der Übertragung der Präsidentschaft an Leopoldo Cicognara 1808 zum Ständigen Sekretär ernannt und hatte damit fortan auch die Funktion eines Vizepräsidenten inne.
Nachdem Cicognara 1826 zurückgetreten war, übernahm Diedo pro tempore die Präsidentschaft der Akademie und hatte diese bis 1839 inne; außerdem erhielt er den Lehrstuhl für Ästhetik.
Insgesamt zählt Antonio Diedo neben Leopoldo Cicognara und Gian Antonio Selva zu den bedeutendsten Vertretern des Palladianismus.

## Bauwerke (Auswahl)
- Neugestaltung der Fassade von San Maurizio in Venedig
- Gestaltung des Hauptaltars der Pfarrkirche San Bonifacio in Verona[5]
- Glockenturm von San Vito, Asolo